# Željko Vuković (nogometaš)
Željko Vuković (Dvor, 9. veljače 1962.), hrvatski i austrijski nogometni reprezentativac.

## Zanimljivosti
Igrao je za hrvatsku i austrijsku reprezentaciju. U austrijsku je prvi puta pozvan s 39 godina, i tada je bio najstariji koji ikada pozvan u reprezentaciju. 

## Vanjske poveznice
- Profil na Worldfootball-u